# Baetis bicaudatus
Baetis bicaudatus is een haft uit de familie Baetidae. De wetenschappelijke naam van de soort is voor het eerst geldig gepubliceerd in 1923 door Dodds.
De soort komt voor in het Nearctisch gebied en het Palearctisch gebied.